# Turkmenistan Airlines
Turkmenistan Airlines (turkmenisch Türkmenhowaýollary) ist die staatliche Fluggesellschaft Turkmenistans mit Sitz in Aşgabat und Basis auf dem Flughafen Aşgabat.

## Geschichte
Turkmenistan Airlines wurde im Jahr 1992 als staatliche Fluggesellschaft gegründet. Im Jahr 2007 stellte die Fluggesellschaft ein neues Design ihrer Flugzeuge vor, als erste Maschine wurde eine neu ausgelieferte Boeing 737-800 mit dem Luftfahrzeugkennzeichen EZ-A004 in diesem Farbschema lackiert. Wegen Sicherheitsbedenken entzog die European Aviation Safety Agency (EASA) der Fluglinie im Februar 2019 die Betriebserlaubnis im gesamten EU-Luftraum. Im Oktober 2019 wurde das Flugverbot aufgehoben.

## Flugziele
Turkmenistan Airlines fliegt von Aşgabat neben Zielen innerhalb Turkmenistans auch Ziele in Asien und Europa an.
Im deutschsprachigen Raum wird Frankfurt angeflogen.

## Flotte

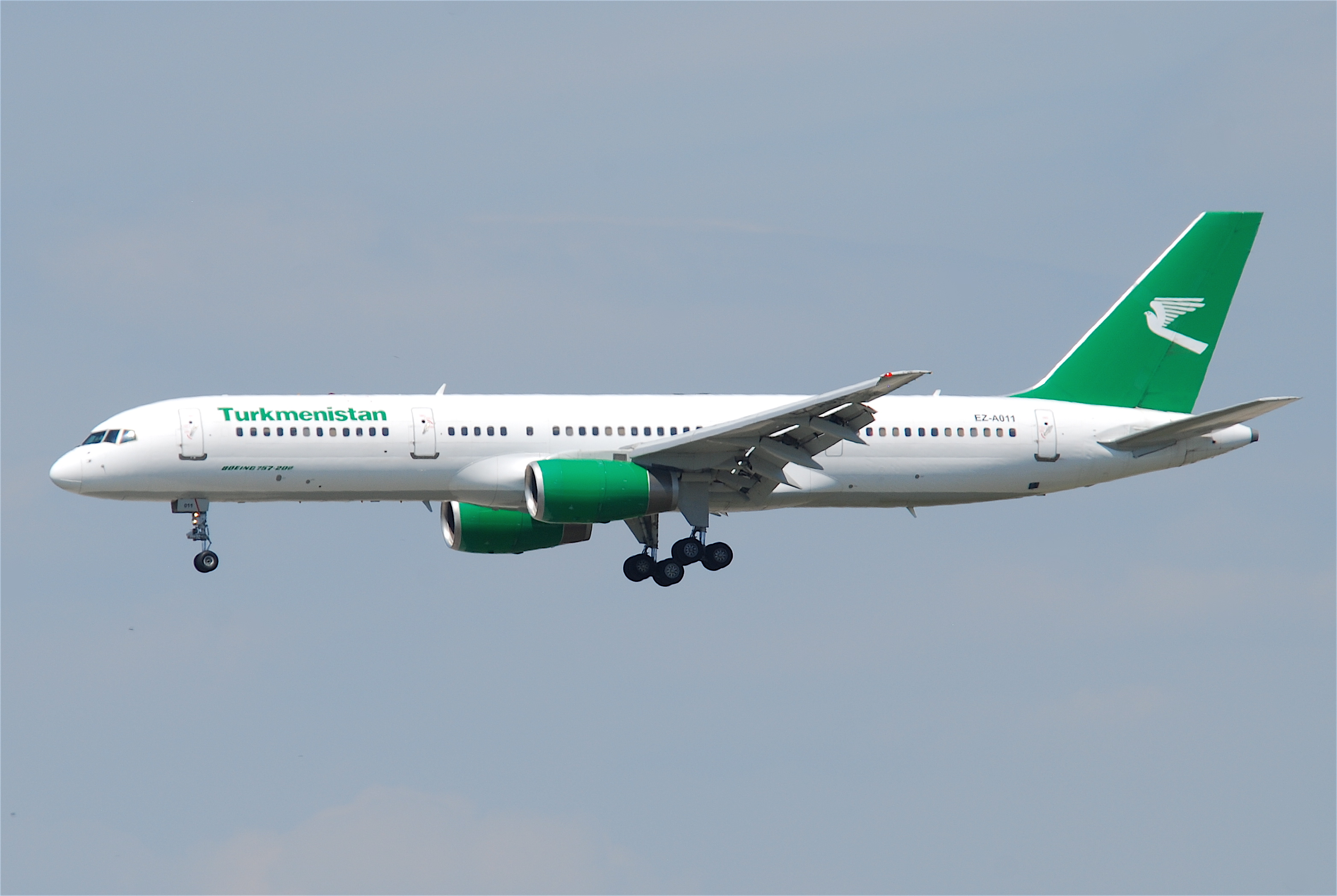
Boeing 757-200 der Turkmenistan Airlines

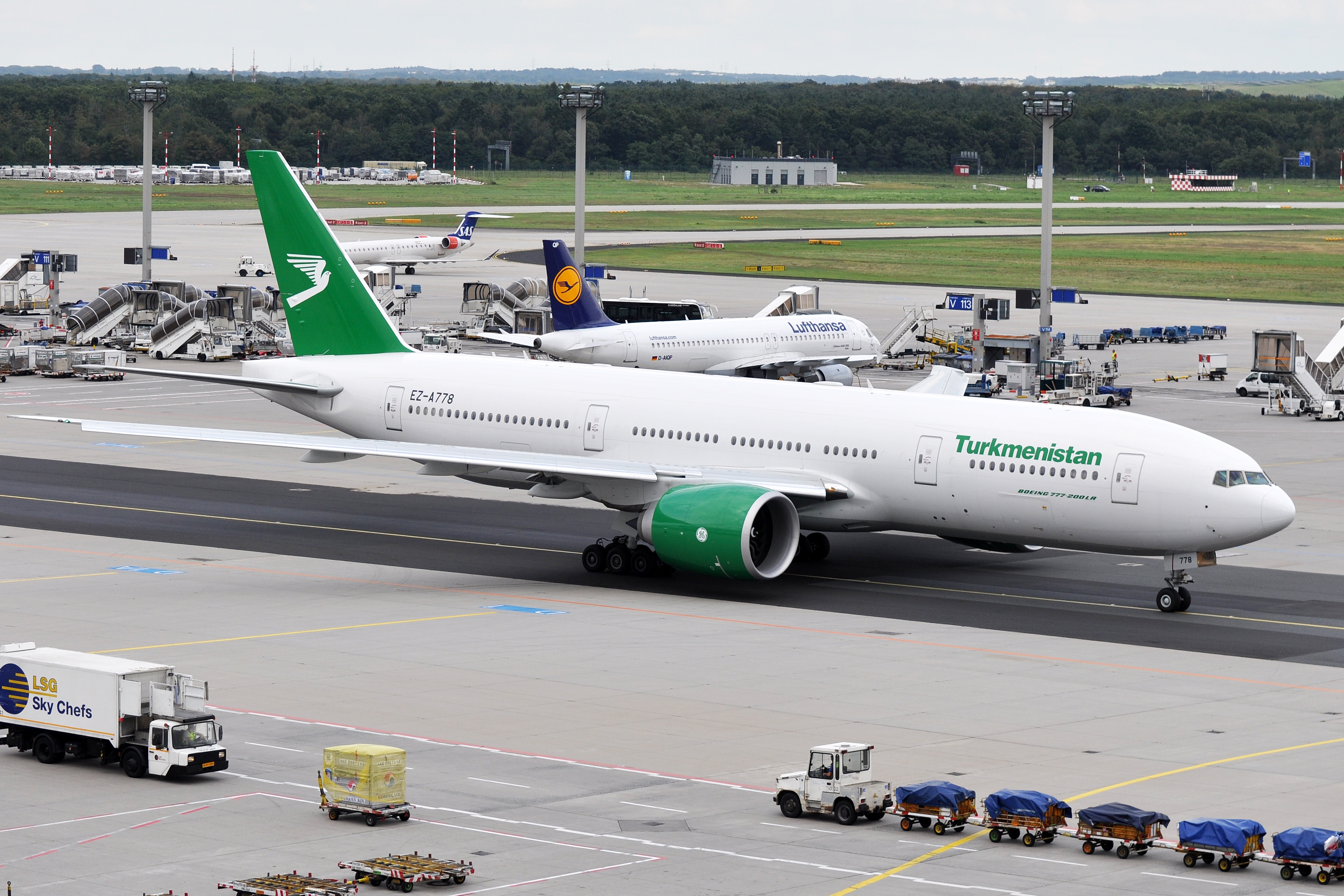
Boeing 777-200LR der Turkmenistan Airlines

### Aktuelle Flotte
Mit Stand Dezember 2024 besteht die Flotte der Turkmenistan Airlines aus 22 Flugzeugen mit einem Durchschnittsalter von 12,6 Jahren:
| Flugzeugtyp               | Anzahl | bestellt | Anmerkungen                                                  | Sitzplätze (Business/Premium Economy/Economy) | Durchschnittsalter |
| ------------------------- | ------ | -------- | ------------------------------------------------------------ | --------------------------------------------- | ------------------ |
| Airbus A330-200P2F        | 02     |          |                                                              | Frachter                                      | 18,0 Jahre         |
| Boeing 737-700            | 05     |          | mit Winglets ausgestattet                                    | 126 (8/-/118) 149 (-/-/149)                   | 13,9 Jahre         |
| Boeing 737-800            | 08     |          | zwei inaktiv; mit Winglets ausgestattet                      | 160 (16/-/144)                                | 11,7 Jahre         |
| Boeing 777-200LR          | 04     |          | eine inaktiv; zwei betrieben für die Regierung Turkmenistans | 291 (28/-/263) VIP                            | 9,9 Jahre          |
| Boeing 777-300ER          | 02     |          |                                                              | 368 (40/32/296)                               | 12,7 Jahre         |
| Bombardier Challenger 870 | 01     |          | betrieben für die Regierung Turkmenistans                    | VIP                                           | 12,7 Jahre         |
| Gesamt                    | 22     | –        |                                                              |                                               | 12,6 Jahre         |

### Ehemalige Flugzeugtypen
In der Vergangenheit setzte Turkmenistan Airlines bereits folgende Flugzeugtypen ein:
- Boeing 717-200
- Boeing 737-300
- Boeing 757-200
- Boeing 767-300
- Iljuschin Il-76